# Muskeg Gap
Koordinaten: 64° 25′ S, 59° 42′ W
Das Muskeg Gap (in Argentinien istmo Almizclero genannt) ist ein niedrig gelegener Isthmus an der Nordenskjöld-Küste des Grahamlands auf der Antarktischen Halbinsel. Er liegt am nördlichen Ende der Sobral-Halbinsel.
Der Isthmus diente dem Falkland Islands Dependencies Survey als Abkürzung für Vermessungsarbeiten auf der Sobral-Halbinsel von 1960 bis 1961. Das UK Antarctic Place-Names Committee benannte ihn am 12. Februar 1964 nach den Muskeg-Zugmaschinen des kanadischen Herstellers Bombardier.